# Elio (film)
Elio è un film d'animazione del 2025 diretto da Adrian Molina, Domee Shi e Madeline Sharafian.
È il 29º lungometraggio Pixar.

## Trama
Elio è un ragazzino di 11 anni, orfano di entrambi i genitori, che fatica ad adattarsi al mondo. È sotto la tutela di sua zia paterna Olga, che lavora ad un progetto spaziale per la gestione dei detriti che orbitano intorno alla Terra. Elio è molto appassionato di spazio e sogna da anni di incontrare un alieno, e la sua difficoltà ad integrarsi lo porta addirittura a tentare di mettersi in contatto con lo spazio chiedendo di essere rapito. Un giorno, il ragazzino combina un disastro presso la base in cui lavora la zia e viene mandato in un collegio militare, dove subisce le angherie di un gruppo di bulli, di cui fa parte il restio Bryce. Durante un tentativo di violenza da parte dei bulli, la sede del Comuniverso, un'istituzione galattica che vede collaborare vari pianeti, arriva vicino alla Terra e sequestra Elio. Il ragazzino viene ricevuto dal Consiglio del Comuniverso, costituito da un gruppo di bizzarri alieni che ricoprono il ruolo di ambasciatori, e creduto capo della Terra, prossimo pianeta che può unirsi all'istituzione. Oltre a Elio, anche l'imponente Lord Grigon, capo di Hylurg, è al cospetto degli ambasciatori per chiedere l'ingresso del suo popolo nel Comuniverso, ma la natura oppressiva e violenta della politica del Lord convincono il Consiglio a rifiutare la richiesta. Grigon avvisa il Consiglio di voler avviare una guerra contro di loro e Elio si offre per andare a fare da paciere, in cambio dell'ammissione nel Comuniverso.
Il ragazzino approda sull'astronave degli Hylurghiani e viene ricevuto da Grigon. Nonostante le poche speranze, Elio riesce a convincere il Lord a lasciar perdere il Comuniverso ma un'involontaria accusa alle capacità genitoriali di Grigon lo porta ad essere arrestato. Liberatosi dalla cella, Elio incappa in Glordon, il giovane figlio di Grigon e decide di portarlo con sé presso il Consiglio del Comuniverso e usarlo come merce di scambio con Grigon. Glordon ha paura di tornare dal padre, perché questo lo costringerebbe a diventare un guerriero sanguinoso contro la sua volontà. Elio ha dunque l'idea di consegnare a Grigon un clone del figlio, disposto a fare ciò che il padre vorrà. Elio crea anche un suo clone, che invia sulla terra per non lasciare sola Olga. L'alieno, però, si accorge presto che il figlio è troppo accondiscendente rispetto a prima e capisce di essere stato imbrogliato. Mette in atto un colpo di stato, sequestra gli ambasciatori del Comuniverso (i quali, dopo aver scoperto di essere stati imbrogliati da Elio, lo hanno rispedito sulla Terra) e tutta la nave in cerca del figlio.
Glordon, nel frattempo, è per sbaglio finito sulla Terra, dove viene recuperato dal Pentagono e la NASA. Elio e Olga, rappacificatisi, irrompono alla base, recuperano la navicella con a bordo Glordon, infreddolito e morente, e tornano nello spazio. Superata una tempesta di detriti con l'aiuto di Bryce e di numerosi radioamatori in giro per il mondo, Olga e Elio arrivano alla sede del Comuniverso, occupata dagli Hylurghiani e consegnano Glordon al padre. Il piccolo alieno, però, è incosciente, apparentemente morto. Grigon decide di abbandonare le armi, togliersi la sua armatura e coprire, coccolare e scaldare il figlio, come il padre affettuoso che non è mai stato.  Glordon si riprende e Grigon si scusa con tutti. Il Consiglio del Comuniverso invita Elio a unirsi a loro, ma il ragazzino capisce che è giusto che torni sulla Terra, al fianco della zia.
Nella scena durante i titoli di coda, Elio, diventato amico con Bryce, riesce a mettersi in contatto con Glordon tramite una radio.

## Personaggi
Elio Solis,
Olga Solis,
Glordon,
Lord Grigon,
Bryce, 
Caleb,
Gunther Melmac,
Ooooo,
ambasciatore Tegman,
ambasciatore Helix,
ambasciatrice Questa 
ambasciatrice Auva,
ambasciatrice Turais
```
ambasciatrice Mira
```

ambasciatrice Naos, 
Diplonave
Col,  Markwell, 
Manuale Universale dell'Utente

## Produzione
Il film, annunciato nel 2023, sarebbe dovuto uscire nel 2024, per poi essere posticipato all'anno successivo. Fino al 2023 la regia del film è stata seguita da Adrian Molina, co-regista di Coco, ma in seguito alla decisione del direttore creativo Pixar Pete Docter di far rimaneggiare tutto il film (causandone lo slittamento), la regia è passata a Domee Shi (regista di Red) e Madeline Sharafian (regista del corto La tana), che segnano la prima volta in un film Pixar in cui la regia è effettivamente a quattro mani (e non con regista e co-regista), mentre Molina è stato spostato su un altro progetto.
Inizialmente doveva essere America Ferrera la doppiatrice di Olga Solis, la zia di Elio, ma nell'agosto 2024, a causa di problemi con la produzione, il ruolo viene affidato a Zoe Saldana.

## Promozione
Il trailer ufficiale del film è stato pubblicato il 21 novembre 2024, nello stesso giorno è stato pubblicato anche in Italiano. A causa del citato rimaneggiamento del film, la quasi totalità delle scene del trailer non sono poi state riprese nella versione finale.

## Distribuzione
Inizialmente annunciato per il 1º marzo 2024, il film è uscito nelle sale cinematografiche nordamericane il 20 giugno 2025 e in quelle italiane il 18 giugno.

## Accoglienza

### Incassi
A fronte di un budget di circa 300 milioni di dollari, il film ha incassato 72898385 $ in Nord America e 77740915 $ nel resto del mondo, per un totale di 150639300 $, rivelandosi un insuccesso commerciale. In Italia ha incassato 2806490 €.

### Critica
Su Rotten Tomatoes l'83% delle critiche è positivo, su Metacritic il voto medio è di 66/100.
In Italia il web magazine Movieplayer.it ha valutato il film con 3.5 stelle su 5 e l'autore della recensione, Antonio Cuomo, ha elogiato la capacità del titolo Pixar di comunicare "un messaggio di pace che oggi come oggi non può che fare del bene". Anche Matteo Pasini su SentieriSelvaggi dà al film un voto alto, 4 stelle su 5, con la motivazione che "tra atmosfere da fantascienza spielberghiana e con la solita, splendida animazione, Pixar continua il suo racconto di conflitti generazionali, esplorando la solitudine dei suoi personaggi"